# 깎은 육팔면체
| 깎은 육팔면체                         | 깎은 육팔면체                                                                             |
| ------------------------------------- | ----------------------------------------------------------------------------------------- |
| (클릭해서 회전하는 모델을 볼 수 있다) |                                                                                           |
| 종류                                  | 아르키메데스의 다면체 고른 다면체                                                         |
| 성분                                  | F = 26, E = 72, V = 48 (χ = 2)                                                            |
| 면의 수{변의 수}                      | 12{4}+8{6}+6{8}                                                                           |
| 콘웨이 표기법                         | bC또는 taC                                                                                |
| 슐레플리 기호                         | tr{4,3}또는 {\displaystyle t{\begin{Bmatrix}4\\3\end{Bmatrix}}}                           |
| 슐레플리 기호                         | t0,1,2{4,3}                                                                               |
| 위토프 기호                           | 2 3 4 \|                                                                                  |
| 콕서터 다이어그램                     |                                                                                           |
| 대칭군                                | Oh, B3, [4,3], (*432), 48차                                                               |
| 회전군                                | O, [4,3]+, (432), 24차                                                                    |
| 이면각                                | 4-6: arccos(−⁠√6/3⁠) = 144°44′08″ 4-8: arccos(−⁠√2/3⁠) = 135° 6-8: arccos(−⁠√3/3⁠) = 125°15′51″ |
| 참조                                  | U11, C23, W15                                                                             |
| 특성                                  | 반정다면체 볼록 zonohedron                                                                |
| 색칠된 면                             | 4.6.8 (꼭짓점 도형)                                                                       |
| 육방팔면체 (쌍대다면체)               | 전개도                                                                                    |

깎은 육팔면체는 아르키메데스의 다면체 중 하나이다. 면의 수는 26개, 모서리의 수는 72개, 꼭짓점의 수는 48개이며 여기서부터는 세 가지 이상의 정다각형으로 이루어진 준정다면체가 나온다. 물론 한 꼭짓점에 서로 다른 정다각형이 만난다. 깎인 정사각형 면과 깎인 정삼각형 면은 각각 정팔각형, 정육각형 면이 나온다. 또 깎인 꼭짓점에서 나오는 면은 정다각형이 같든 다르든 상관없이 힌 꼭짓점에 모인 면의 수와 정다각형의 꼭짓점의 수가 같이 나오므로 정사각형 면이 생기게 되는 것이다.

## 같이 보기
- 육팔면체
- 팔면체
- 깎은 십이이십면체
- 깎은 정팔면체
- 다듬은 정육면체